# Sixto Pondal Ríos
Sixto Pondal Ríos (San Miguel de Tucumán, 8 de abril de 1907 - Buenos Aires, 29 de septiembre de 1968) fue un guionista, poeta, periodista, dramaturgo y productor argentino. Escribió los guiones o argumentos de 63 películas, entre ellas varias entre las más destacadas del cine argentino, como Kilómetro 111, Mercado de abasto, Para vestir santos, La morocha, Detrás de un largo muro, Zafra, Los evadidos. Obtuvo el Cóndor de Plata a la mejor película por Los evadidos. Esta última fue nominada para el Oso de Oro en el Festival Internacional de Cine de Berlín, en tanto que Zafra fue nominada para el Festival de Cannes.

## Filmografía

### Guionista/argumentista
1. Mi primera novia (1966)
2. Los guerrilleros (1965)
3. Los hipócritas (1965)
4. Los evadidos (1964)
5. Una joven de 16 años (1963)
6. Los viciosos (1962)
7. Luna Park (1960)
8. Plaza Huincul (Pozo uno) (1960)
9. El amor que yo te di (1960)
10. Zafra (1959)
11. Mis padres se divorcian (1959)
12. Bajo el cielo de México (1958)
13. La morocha (1958)
14. Una golfa (1958)
15. La mafia del crimen (1958)
16. Detrás de un largo muro (1958)
17. Escuela para suegras (1958)
18. Después del silencio (1956)
19. Sangre y acero (1956)
20. Para vestir santos (1955)
21. El hombre que debía una muerte (1955)
22. Mercado de abasto (1955)
23. Educando a papá (1955)
24. Sucedió en Buenos Aires (1954)
25. Mujeres casadas (1954)
26. A la buena de Dios (1953)
27. Ellos nos hicieron así (1953)
28. Dock Sud (1953)
29. Pasó en mi barrio (1951)
30. Especialista en señoras (1951)
31. ¿Vendrás a medianoche? (1950)
32. El otro yo de Marcela (1950)
33. Miguitas en la cama (1949)
34. El embajador (1949)
35. Fascinación (1949)
36. Por ellos... todo (1948) dir. Carlos Schlieper
37. Romance on the High Seas (1948)
38. La vida íntima de Marco Antonio y Cleopatra (1947)
39. Romance musical (1947)
40. Su última aventura (1946)
41. Deshojando margaritas (1946)
42. No salgas esta noche (1946)
43. Cristina (1946)
44. El diamante del Maharajá (1946)
45. Dos ángeles y un pecador (1945)
46. El muerto falta a la cita (1944)
47. Mi novia es un fantasma (1944)
48. La guerra la gano yo (1943)
49. El espejo (1943)
50. La hija del Ministro (1943)
51. El viaje (1942)
52. El pijama de Adán (1942)
53. Adolescencia (1942)
54. You Were Never Lovelier (1942)
55. Persona honrada se necesita (1941)
56. El mejor papá del mundo (1941)
57. Los martes orquídeas (1941)
58. Cita en la frontera (1940)
59. Chingolo (1940)
60. El solterón (1940)
61. Héroes sin fama (1940)
62. El viejo doctor (1939)
63. Kilómetro 111 (1938)
64. La Tercera Invasión Inglesa (1936)

## Libros
- Balada para el nieto de Molly, 1928
- Amanecer sobre las ruinas, 1931
- Los rostros transparentes, 1959